# 오웰 (비디오 게임)
오웰(Orwell)은 독일의 인디 게임 개발사인 Osmotic studios에서 개발한 인디 게임이다. 오웰에서 플레이어는 '국가'의 인터넷을 감시하는 '오웰' 프로그램을 운영하는 수사관이 되어 국가 위기 상황을 감시하게 된다. 오웰은 2016년 10월 20일 첫 파트가 공개되었으며, 그후 1주일마다 한 파트씩 나와 총 5파트가 나왔다.

## 게임 플레이
플레이어는 인터넷 접속기록 및 전화 기록, 메신저, 심지어 PC 사용 내역(브라우저 검색 기록 및 개인 메일 및 파일 열람), 국가 의료기록 네트워크 와 병역 네트워크 같은 중요한 사생활 네트워크까지 접근 가능한 '오웰'의 조사관으로 일한다. 그러던 와중, 자유 광장에서 폭탄 테러가 벌어지게 되고, 플레이어는 이와 관련된 사람들을 찾으면서 'Thought'라는 정보 검열을 반대하는 활동 단체에 관련된 사람들에 대한 정보를 무차별적으로 감시하게 된다.

## 평론
현재 스팀의 사용자 평점은 매우 긍정적이며, 30일간의 평점은 매우 긍정적일 정도로 호평을 받고 있다.